# Bogusław Kunc

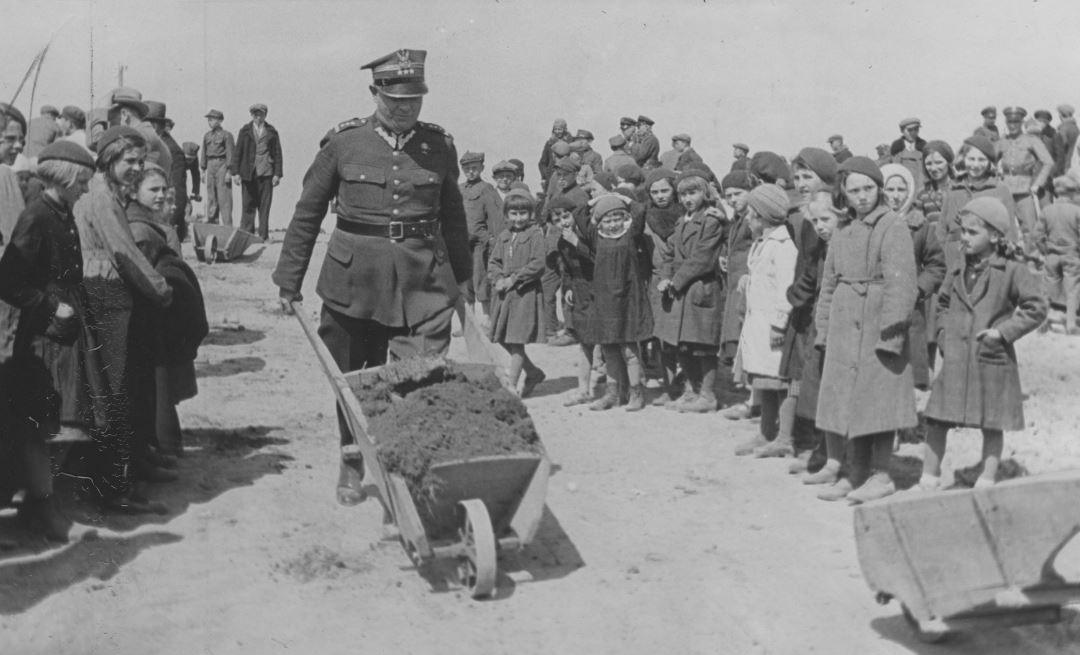
Płk Bogusław Kunc pcha taczkę z ziemią podczas Święta Junackich Hufców Pracy w Jeleniewie (1938).

Bogusław Kunc (ur. 1 października 1889 w Suwałkach, zm. 3 marca 1969 w Detroit) – pułkownik administracji Wojska Polskiego, działacz niepodległościowy.

## Życiorys
Urodził się 1 października 1889 w Suwałkach, w rodzinie Piotra (1850–1911), piwowara, i Lucyny (Lucjanny) ze Żmijewskich (1865–1932). Ukończył siedmioklasową Szkołę Handlową w Suwałkach. W 1911 roku służył w 31. pułku piechoty Obrony Krajowej w Cieszynie. Absolwent Pierwszej Szkoły Oficerskiej w Stróży (1913), po ukończeniu której otrzymał z rąk Józefa Piłsudskiego znak oficerski „Parasol”. Był jednym z pierwszych oficerów Związku Walki Czynnej. W konspiracji używał pseudonimu „Kordian”.
3 maja 1922 roku został zweryfikowany w stopniu majora ze starszeństwem z 1 czerwca 1919 roku i 380. lokatą w korpusie oficerów piechoty. W 1923 roku pełnił służbę w 32 pułku piechoty w Modlinie na stanowisku pełniącego obowiązki dowódcy batalionu sztabowego. W październiku 1923 roku został przydzielony do Departamentu I Piechoty Ministerstwa Spraw Wojskowych w Warszawie.
Z dniem 25 lutego 1925 roku został przeniesiony do Korpusu Ochrony Pogranicza na stanowisko dowódcy 16 batalionu granicznego w Sienkiewiczach. 12 kwietnia 1927 roku awansował na podpułkownika ze starszeństwem z dniem 1 stycznia 1927 roku i 41. lokatą w korpusie oficerów piechoty. W październiku 1927 roku został przeniesiony na stanowisko dowódcy 29 batalionu odwodowego w Suwałkach. Pełniąc służbę w Korpusie Ochrony Pogranicza pozostawał oficerem nadetatowym 32 pułku piechoty. 24 lipca 1928 roku został wyznaczony na stanowisko komendanta Korpusu Kadetów Nr 2 w Chełmnie. Obowiązki komendanta korpusu kadetów pełnił przez kolejnych 93 miesięcy aż do jego rozwiązania. 2 czerwca 1936 roku został komendantem głównym Junackich Hufców Pracy. Służbę na tym stanowisku pełnił do września 1939 roku. Na stopień pułkownika został mianowany ze starszeństwem z 19 marca 1938 i 1. lokatą w korpusie oficerów administracji, grupa administracyjna.
Podczas kampanii wrześniowej 1939 dostał się do niemieckiej niewoli. Osadzony w Oflagu VI E Dorsten (numer jeńca: 25). Potem przebywał jeszcze w Oflagu VI B Dössel.
Po II wojnie światowej przebywał na emigracji w Stanach Zjednoczonych. Był działaczem piłsudczykowskim w Detroit.

## Ordery i odznaczenia
- Krzyż Niepodległości (20 stycznia 1931)[13]
- Krzyż Oficerski Orderu Odrodzenia Polski (10 listopada 1928)[14][15]
- Złoty Krzyż Zasługi (19 marca 1937)[16]
- Srebrny Krzyż Zasługi (29 października 1926)[17]
- Znak oficerski „Parasol”
- Honorowa Odznaka Związku Szlachty Zagrodowej (styczeń 1939)[18]